# 下間真頼
下間 真頼（しもつま しんらい）は、戦国時代の武将で、本願寺の坊官。父は下間頼慶、兄に光頼、弟に融慶。子に頼龍。
母が円如の乳母であった事から、兄と共に本願寺内で大きな発言力があった。証如の時代に奏者に任じられて上野介を名乗った。天文18年（1549年）、坊官の最高位である上座の位にあった兄が急死すると、甥の頼総・頼芸兄弟が幼かったために、成人までの間上座の代行を命じられる。だが、3年後に彼自身も病に倒れて急死した。